# Semiothisa affinis
Semiothisa affinis är en fjärilsart som beskrevs av W. Warren 1902. Semiothisa affinis ingår i släktet Semiothisa och familjen mätare. Inga underarter finns listade i Catalogue of Life.